# Albaconazol
Albaconazol é um fármaco antifúngico triazólico desenvolvido pela Palau Pharma. Possui amplo espectro de ação contra espécies dos gêneros, Candida, Cryptococcus e Aspergillus, e meia-vida plasmática elevada. Também possui atividade anti-Trypanosoma in vivo e capacidade de induzir cura parasitológica, representando um eficaz candidato ao tratamento da doença de Chagas.